# Save Rock and Roll
Save Rock and Roll – piąty album studyjny amerykańskiego zespołu pop punk Fall Out Boy wyprodukowany przez Butcha Walkera. Jest to pierwszy studyjny album zespołu, który wyszedł po czteroletniej przerwie, kontynuacja albumu z 2008 roku Folie à Deux. Podczas przerwy każdy członek grupy realizował indywidualnie swoje zainteresowania muzyczne. Zespół uznał, że przerwa jest konieczna, powołując się na rozpad i jednocześnie obiecując wrócić w przyszłości. Po kilku próbach reformacji, album został nagrany w tajemnicy w Rubyred Recordings w 2012 roku, a ukończenie zostało ogłoszone 4 lutego 2013 roku. Na płycie gościnnie swojego głosu użyczyli Foxes, Big Sean, Courtney Love i Elton John. Pierwszy singiel, "My Songs Know What You Did in the Dark (Light Em Up)", został wydany zaraz po ogłoszeniu i od razu osiągnął wysokie miejsca na liście światowych przebojów, np. miejsce 26 w Stanach Zjednoczonych na Billboard Hot 100 oraz 5 miejsce w Wielkiej Brytanii. Album ukazał się 15 i 16 kwietnia 2013 roku na całym świecie za pośrednictwem Island Records i Decaydance Records. Album uzyskał pozytywne opinie od krytyków, którzy zaobserwowali muzyczny postęp, jednak powstrzymali się od uznania go za rekord rocka. Do wszystkich utworów z płyty ukazały się już wideoklipy. Oglądane w odpowiedniej kolejności "My Songs Know What You Did in the Dark (Light Em Up)", "The Phoenix", "Young Volcanoes", "Alone Together", "The Mighty Fall"(featuring Big Sean),  "Just One Yesterday" (featuring Foxes), "Where Did the Party Go", "Death Valley"(featuring Tommy Lee), "Rat a Tat" (featuring Courtney Love), "Miss Missing You" i "Save Rock and Roll" (featuring Elton John) tworzą jedną spójną historię o nazwie "The Young Blood Chronicles".

## Lista utworów
1. "The Phoenix"

2. "My Songs Know What You Did in the Dark (Light Em Up)"

3. "Alone Together"

4. "Where Did the Party Go"

5. "Just One Yesterday" (featuring Foxes)

6. "The Mighty Fall" (featuring Big Sean)

7. "Miss Missing You"

8. "Death Valley" (featuring Tommy Lee, jako "The Devil")

9. "Young Volcanoes"

10. "Rat a Tat" (featuring Courtney Love)

11. "Save Rock and Roll" (featuring Elton John)